# Mohammad-Taghi Bahdschat Fumani

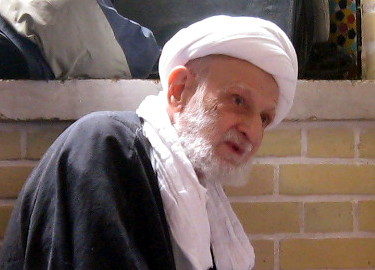
Großajatollah Mohammad-Taqi Bahdschat-Foumani

Mohammad-Taghi Bahdschat Fumani (persisch محمدتقی بهجت فومنی, DMG Moḥammad-Taqī Bahǧat Fūmanī; * 1913 in Fuman, Provinz Gilan, Persien; † 17. Mai 2009 in Ghom, Iran) war ein Großajatollah des Iran und einer der hochrangigsten schiitischen Rechtsgelehrten. Er war Schüler des Ajatollah Allameh Tabatabai, des Abulhasan Isfahani und des Mirza Naini. Unter den schiitischen Gläubigen hatten die religiösen Erlasse von Ajatollah Bahdschat großen Einfluss.
Mohammad-Taghi Bahdschat Fumani wurde in Fuman in der iranischen Provinz Gilan geboren und nahm hier auch seine Religionsstudien auf. Im Alter von 14 Jahren zog er ins irakische Kerbela, wo er seine Ausbildung fortsetzte. Vier Jahre später zog er nach Nadschaf, wo er unter Ajatollah Mahmud Taleghani und Ajatollah Naini studierte. 1944 zog er nach Ghom und studierte dort unter Ajatollah Hossein Borudscherdi und Hudschat Kuhkamari. Später lehrte er selbst im schiitischen Seminar im Irak. Die Lehren von Ajatollah Bahdschat standen der fundamentalistischen Lehre nahe. Mohammad-Taghi Bahdschat war bekannt für seine Ablehnung von Musik und bildenden Künsten. Er zählte neben Ajatollah Ruhollah Chomeini zu den einflussreichsten islamischen Rechtsgelehrten, die über die Regeln des Dschihad schrieben.
Bahdschat verstarb am Sonntag, dem 17. Mai 2009 im Vali-e-Asr-Hospital in der Stadt Ghom im Alter von 96 Jahren an einer Herzerkrankung.